# Sonata para piano n.º 3 (Chopin)
La sonata para piano n.º 3 en si menor, Op. 58 es una composición escrita por Frédéric Chopin 1844. Fue publicada el mismo año en Leipzig y simultáneamente en París y en Londres como opus 58. la La obra está dedicada a la condesa Elise de Perthuis. 

## Estructura y análisis
La sonata consta de cuatro movimientos:
- I. Allegro maestoso. En este movimiento hay dos temas principales, pero es tal la capacidad inventiva del compositor, que otros temas enriquecen su contenido. Al igual que en la sonata anterior, se omite en la recapitulación el primer tema, centrándose en el segundo, sostenuto e molto espressivo.
- II. Scherzo. Molto vivace. Este breve movimiento tiene un tema principal que revolotea sobre las teclas. La sección central o trío, en si mayor, es reposada.
- III. Largo. El tema principal, en si mayor, aparece tras una solemne introducción en octava.
- IV. Finale. Presto, non tanto. Rondó de gran fuerza, irrumpe con ocho compases de extraordinaria densidad que preceden al tema principal, apasionado y fogoso. Movimiento de gran riqueza rítmica, melódica y armónica.